# Richard Neville Anderson
Sir Richard Neville Anderson, britanski general, * 1907, † 1979.